# Steinakirchen am Forst
Steinakirchen am Forst – gmina targowa w Austrii, w kraju związkowym Dolna Austria, w powiecie Scheibbs. Według danych Austriackiego Urzędu Statystycznego liczyła 2248 mieszkańców (1 stycznia 2014).